# ۳۷۹ (میلادی)
۳۷۹ (میلادی) سیصد و هفتاد و نهمین سال تقویم میلادی است.

## رویدادها
- با مرگ شاپور دوم، برادرش اردشیر دوم پادشاه ساسانیان می‌شود.

## درگذشتگان
- شاپور دوم، پادشاه ساسانی

‎